# Mackany
Mackany (biał. Мацканы, Mackany; ros. Мацканы, Mackany) – wieś na Białorusi, w obwodzie grodzieńskim, w rejonie ostrowieckim, w sielsowiecie Gudogaje.

## Historia
W czasach zaborów wieś w gminie Soły, w powiecie oszmiańskim, w guberni wileńskiej Imperium Rosyjskiego. W 1866 roku wieś liczyła 23 dusze rewizyjne, należała do dóbr Juzulino. W 1905 liczyła 78 mieszkańców, 66 dziesięcin.
Po I wojnie światowej pod administracją polską, w Zarządzie Cywilnym Ziem Wschodnich. W latach 1920–1922 w składzie Litwy Środkowej.
Od 11 kwietnia 1922 leżały w Polsce, w województwie wileńskim, w powiecie wileńsko-trockim, w gminie Gierwiaty a następnie w powiecie oszmiańskim, w gminie Soły.
W 1931 w 16 domach zamieszkiwały 104 osoby.
Wierni należeli do parafii rzymskokatolickiej w Ostrowcu. Miejscowość podlegała pod Sąd Grodzki w Oszmianie i Okręgowy w Wilnie; właściwy urząd pocztowy mieścił się w Ostrowcu.
Po II wojnie światowej w granicach Związku Sowieckiego. Od 1991 w niepodległej Białorusi.